# Dicranomyia brevivenula
Dicranomyia brevivenula là một loài ruồi trong họ Limoniidae. Chúng phân bố ở miền Tân bắc.